# Salt (kommun)
Salt är en kommun i Spanien.   Den ligger i provinsen Província de Girona och regionen Katalonien, i den östra delen av landet, 600 km öster om huvudstaden Madrid. Antalet invånare är 30 146. Arean är 6,6 kvadratkilometer. Salt gränsar till Girona, Vilablareix, Bescanó och Sant Gregori. 
Terrängen i Salt är platt.